# Zygmunt Piotrowski
Zygmunt Piotrowski (ur. 1947 w Zabrzu), również Noah Warsaw i PioTroski – artysta performance, autor książek poświęconych temu nurtowi sztuki.
W 1974 r. ukończył z wyróżnieniem Akademię Sztuk Pięknych w Warszawie. Dyplom obronił w pracowni plakatu prof. Henryka Tomaszewskiego (pracownia malarstwa prof. Jerzego Tchórzewskiego). W latach 1969–1972 prowadził Studencką Grupę Plakatu Politycznego Proagit, a w latach 1972–1982 grupę samokształceniową Studio A-B, pracującą w ramach Studenckiego Centrum Środowisk Artystycznych „Dziekanka”, w której prowadził interdyscyplinarne prace studyjne w problematyce współdziałania w procesie twórczym.

Od lat 70. tworzy w ramach autorskiej dyscypliny Groundwork Fine Art. W 1985 roku był jednym z założycieli międzynarodowej grupy artystów performance Black Market. Wprowadził sposób grupowego współdziałania, który określił jako Aufmerksamkeitsschule (szkoła uważności), rozwijał go w ramach grupy Black Market. Prezentacja programowa tej grupy: „Das Brakteaten Stück” miała miejsce na documenta 8 w Kassel w 1987 roku. Z Black Market odszedł w 1988 roku by poświęcić się działalności indywidualnej. W latach 1987–1990 skonkretyzował wizję swojej aktywności artystycznej przez odwołanie się do pojęcia HERITAGE (dziedzictwo) i określenie jej jako indywidualne doświadczenie religijne i praktyka kontemplacyjna, rozpoznawana w rygorach procesu twórczego. Samo pojęcie próbował zarejestrować jako unikalną nazwę. Od lat 80. tworzy autorskie publikacje „Praca u źródeł”.

Jest laureatem nagrody im. Krystiany Robb-Narbutt przyznanej mu przez Fundację im. Krystiany Robb-Narbutt w 2008 roku.
Od 2009 roku prowadzi działalność pod nazwiskiem Noah Warsaw w dziedzinę sztuki ART FOREGROUND. W roku 2011 jako stypendysta Ministra Kultury i Dziedzictwa Narodowego publikuje założenia teoretyczne nowej dyscypliny artystycznej Groundwork / Fine Art.: “Spatial Paradigm of Infinity”. Jedna z pierwszych prezentacji Groundwork, poprzedzona autorskim wykładem odbyła się w 2003 roku w Ośrodku Sztuki Performance w Lublinie.
Piotrowski operuje znakiem, który jest przekładalny na figurę ludzką, eksploruje ludzkie ciało jako naturalny instrument o zapomnianych właściwościach. W swojej praktyce artystycznej nawiązuje do nauk ścisłych, religii i filozofii.
Wydarzenia performance które tworzy, są często dokumentowane. Dokumentacja tych wydarzeń jest następnie prezentowana w galeriach sztuki, nierzadko towarzysząc wystawom innych artystów. Przykładem może być wydarzenie performance „Stalker”, które miało miejsce w Centrum Rzeźby Polskiej w Orońsku w 1989 roku, a w formie prezentacji pokazane w Małej Galerii ZPAF-CSW w czerwcu 1990 roku. Inny przykład to wystawa z 2012 r. „Chmury pędzące, woda płynąca” w Galerii Labirynt w Lublinie, prezentująca działania performance Zygmunta Piotrowskiego w Chinach.